# Wereldkampioenschap superbike van Salt Lake City 2012
Het wereldkampioenschap superbike van Salt Lake City 2012 was de zesde ronde van het wereldkampioenschap superbike 2012. De races werden verreden op 28 mei 2012 op het Miller Motorsports Park nabij Tooele, Utah, Verenigde Staten. Tijdens het weekend kwam enkel het WK superbike in actie, het wereldkampioenschap Supersport was niet aanwezig op het circuit.

## Superbike

### Race 1
| Pos | Nr  | Rijder           | Constructeur | Rondes | Tijd        | Grid | Punten |
| --- | --- | ---------------- | ------------ | ------ | ----------- | ---- | ------ |
| 1   | 7   | Carlos Checa     | Ducati       | 21     | 38:21.283   | 2    | 25     |
| 2   | 33  | Marco Melandri   | BMW          | 21     | +2.313      | 9    | 20     |
| 3   | 3   | Max Biaggi       | Aprilia      | 21     | +5.338      | 7    | 16     |
| 4   | 65  | Jonathan Rea     | Honda        | 21     | +5.517      | 5    | 13     |
| 5   | 58  | Eugene Laverty   | Aprilia      | 21     | +12.201     | 8    | 11     |
| 6   | 96  | Jakub Smrž       | Ducati       | 21     | +13.262     | 1    | 10     |
| 7   | 19  | Chaz Davies      | Aprilia      | 21     | +19.662     | 11   | 9      |
| 8   | 66  | Tom Sykes        | Kawasaki     | 21     | +21.292     | 3    | 8      |
| 9   | 84  | Michel Fabrizio  | BMW          | 21     | +21.450     | 10   | 7      |
| 10  | 91  | Leon Haslam      | BMW          | 21     | +23.433     | 13   | 6      |
| 11  | 34  | Davide Giugliano | Ducati       | 21     | +23.696     | 4    | 5      |
| 12  | 50  | Sylvain Guintoli | Ducati       | 21     | +24.752     | 6    | 4      |
| 13  | 2   | Leon Camier      | Suzuki       | 21     | +29.400     | 20   | 3      |
| 14  | 86  | Ayrton Badovini  | BMW          | 21     | +31.222     | 18   | 2      |
| 15  | 76  | Loris Baz        | Kawasaki     | 21     | +32.966     | 17   | 1      |
| 16  | 121 | Maxime Berger    | Ducati       | 21     | +35.409     | 14   |        |
| 17  | 4   | Hiroshi Aoyama   | Honda        | 21     | +52.153     | 21   |        |
| 18  | 14  | Shane Turpin     | Ducati       | 20     | +1 ronde    | 24   |        |
| 19  | 16  | Jake Holden      | BMW          | 20     | +1 ronde    | 23   |        |
| DNF | 36  | Leandro Mercado  | Kawasaki     | 13     | Ongeluk     | 22   |        |
| DNF | 87  | Lorenzo Zanetti  | Ducati       | 11     | Ongeluk     | 12   |        |
| DNF | 21  | John Hopkins     | Suzuki       | 7      | Ongeluk     | 16   |        |
| DNF | 44  | David Salom      | Kawasaki     | 7      | Uitgevallen | 19   |        |
| DNF | 59  | Niccolò Canepa   | Ducati       | 6      | Ongeluk     | 15   |        |

### Race 2
De race, die gepland stond over een lengte van 21 ronden, werd na 3 ronden afgebroken omdat de stilgevallen motorfiets van Hiroshi Aoyama olie achterliet op het circuit. Later werd de race herstart over een lengte van 18 ronden.
| Pos | Nr  | Rijder           | Constructeur | Rondes | Tijd                  | Grid | Punten |
| --- | --- | ---------------- | ------------ | ------ | --------------------- | ---- | ------ |
| 1   | 33  | Marco Melandri   | BMW          | 18     | 32:56.257             | 9    | 25     |
| 2   | 65  | Jonathan Rea     | Honda        | 18     | +0.195                | 5    | 20     |
| 3   | 3   | Max Biaggi       | Aprilia      | 18     | +2.137                | 7    | 16     |
| 4   | 19  | Chaz Davies      | Aprilia      | 18     | +4.245                | 11   | 13     |
| 5   | 66  | Tom Sykes        | Kawasaki     | 18     | +9.534                | 3    | 11     |
| 6   | 58  | Eugene Laverty   | Aprilia      | 18     | +9.798                | 8    | 10     |
| 7   | 34  | Davide Giugliano | Ducati       | 18     | +11.891               | 4    | 9      |
| 8   | 91  | Leon Haslam      | BMW          | 18     | +12.715               | 13   | 8      |
| 9   | 96  | Jakub Smrž       | Ducati       | 18     | +13.017               | 1    | 7      |
| 10  | 50  | Sylvain Guintoli | Ducati       | 18     | +13.703               | 6    | 6      |
| 11  | 2   | Leon Camier      | Suzuki       | 18     | +15.687               | 20   | 5      |
| 12  | 84  | Michel Fabrizio  | BMW          | 18     | +21.923               | 10   | 4      |
| 13  | 86  | Ayrton Badovini  | BMW          | 18     | +23.940               | 18   | 3      |
| 14  | 76  | Loris Baz        | Kawasaki     | 18     | +24.051               | 17   | 2      |
| 15  | 121 | Maxime Berger    | Ducati       | 18     | +33.897               | 14   | 1      |
| 16  | 21  | John Hopkins     | Suzuki       | 18     | +38.692               | 16   |        |
| 17  | 36  | Leandro Mercado  | Kawasaki     | 18     | +47.703               | 22   |        |
| 18  | 16  | Jake Holden      | BMW          | 18     | +1:07.223             | 23   |        |
| 19  | 14  | Shane Turpin     | Ducati       | 18     | +1:41.714             | 24   |        |
| DNF | 44  | David Salom      | Kawasaki     | 13     | Uitgevallen           | 19   |        |
| DNF | 7   | Carlos Checa     | Ducati       | 11     | Schade ongeluk        | 2    |        |
| DNF | 59  | Niccolò Canepa   | Ducati       | 9      | Uitgevallen           | 15   |        |
| DNF | 87  | Lorenzo Zanetti  | Ducati       | 5      | Ongeluk               | 12   |        |
| DNF | 4   | Hiroshi Aoyama   | Honda        | 0      | Uitgevallen in race 1 | 21   |        |

## Tussenstanden na wedstrijd

### Superbike
| Pos | Nr | Rijder         | Team    | Punten |
| --- | -- | -------------- | ------- | ------ |
| 1   | 3  | Max Biaggi     | Aprilia | 160,5  |
| 2   | 33 | Marco Melandri | BMW     | 142,5  |
| 3   | 66 | Tom Sykes      | Ducati  | 142,5  |
| 4   | 65 | Jonathan Rea   | Honda   | 141    |
| 5   | 7  | Carlos Checa   | Ducati  | 130,5  |

2008 · 2009 · 2010 · 2011 · 2012